# Marsonetto
Marsonetto je označení osobních automobilů vyráběných ve francouzském Lyonu v letech 1965 až 1972.
Výrobce karoserií Mario Marsonetto z Lyonu představil v roce 1965 kupé s označením Marsonetto. V pozdější sériové výrobě nesly vozy označení Mars 1.
Vozy byly postaveny na bázi Renaultu 16 TS, osazeny byly čtyřválcovým motorem a měly poháněnou přední nápravu. Karoserie byla z plastu a nabízela místo pro 2 + 2 osoby.
Jeden vůz je vystaven v Musée Henri Malartre v Rochetaillée-sur-Saône u Lyonu.